# Paula Molina (actriz)
Paula Molina Tejedor (Madrid, 15 de diciembre de 1961) es una actriz española. Forma parte de la familia Molina.

## Biografía
Quinta de los ocho hijos del cantante y actor Antonio Molina, hermana de Ángela, Miguel, Mónica y Noel y tía de Olivia Molina, se dedicó brevemente a la interpretación desde finales de la década de 1970, aparcando su carrera de actriz en 1987 de manera casi definitiva.
Obtuvo un gran éxito con su papel de Violeta en Ópera prima (1980), primera y aclamada película del director Fernando Trueba (Premio al Joven Talento en el Festival de Venecia), considerada el fiel reflejo de una nueva generación que surge en España con la llegada de la democracia. En ella comparte protagonismo con Óscar Ladoire, también guionista de la cinta.
Posteriormente rodó en Italia Morte in Vaticano, un thriller protagonizado, entre otros, por Terence Stamp e intervino en varias películas españolas como Luces de bohemia (1985), adaptación de la obra de Valle Inclán con guion de Mario Camus, o La monja alférez (Javier Aguirre, 1986), que sería su último trabajo cinematográfico salvo apariciones esporádicas en la miniserie Ausiàs March (2003) y en la película Sinfonía de ilegales (2005).
Editó un disco titulado Latino en 1990.
Su breve matrimonio con el escritor Michi Panero (1951-2004), hijo del poeta Leopoldo Panero, se disolvió en 1988. Poco después se casó con José Manuel (Moes) Fernández del Riego (nieto del fundador de Galerías Preciados).